# Die Nieren von Mick Jagger
Die Nieren von Mick Jagger (italienischer Originaltitel: I reni di Mick Jagger), auch erschienen unter dem deutschen Titel Nichts als Leben, ist ein autobiografischer und zugleich der erste Roman des italienischen Schriftstellers Rocco Fortunato, der 1999 in Italien erschien. Die deutsche Fassung erschien 2001 beim Goldmann Verlag.

## Inhalt und Stil
Der Roman behandelt das Leben des Italieners Rocco Fortunato, der aufgrund eines chronischen Nierenversagens sein Leben umstellen muss. Der Autor beschreibt dabei autobiografisch und als Ich-Erzähler seine eigene Krankheitsgeschichte vom Zeitpunkt der ersten Krankheitsdiagnose bis zum Versagen der Niere, den Erfahrungen in der Dialyse und später das Leben mit einer Spenderniere. Dabei stehen vor allem seine Sorge um sein eigenes Leben mit den zahlreichen sich aus der Nierenerkrankung ergebenen Schwierigkeiten im Vordergrund, zugleich behandelt er jedoch auch seine Beziehung zu seinen sehr religiösen Eltern sowie zu seinen Freunden und vor allem Partnern. Wesentliche Personen neben ihm selbst sind seine Freundin Tania, von der er sich im Verlauf seiner Erkrankung trennt, sowie seine spätere Freundin Barbara, die er bereits kennengelernt hat, als er noch als Gitarrist einer Heavy-Metal-Band spielte. Zudem porträtiert Fortunato andere Freunde und Patienten, die er im Rahmen seiner Behandlung kennenlernt, vor allem Michele und Farini, der 1999 verstarb und dem er das Buch widmete.
Der Stil ist erzählend und an vielen Stellen trotz des sehr ernsten Inhalts sehr ironisch gehalten. Entsprechend der Rückseite des Taschenbuchs wurde er entsprechend von verschiedenen Tageszeitungen kommentiert – etwa von der Corriere della Sera (Man ist ergriffen, man ist erschüttert, und man stirbt vor Lachen) oder der Westdeutschen Allgemeinen Zeitung (Locker, ironisch, dabei immer ehrlich – eine bewegende Geschichte.).
Der Bezug des Romans zum namensgebenden Mick Jagger wird direkt zu Beginn des Romans dargestellt, nachdem Fortunato seine erste Diagnose bekommen hatte:

„Ich hörte die Stones und hatte nicht das Gefühl, dass ich etwas Besseres zu tun hatte. […] Na ja, egal, so weit man hörte, funktionierten Mick Jaggers Nieren einwandfrei, und die Stones spielten wie die Götter“

Mick Jagger und die Rolling Stones spielen in der späteren Handlung inhaltlich keine Rolle.

## Ausgaben
I reni di Mick Jagger erschien 1999 in Italien und wurde 2001 in Deutschland unter dem Namen Nichts als Leben veröffentlicht, 2003 erschien die Taschenbuchausgabe unter dem Titel Die Nieren von Mick Jagger.
- I reni di Mick Jagger. 1999
  - Nichts als Leben. (Übersetzung von Ulrich Hartmann) Wilhelm Goldmann Verlag, München 2001. ISBN  978-3-442-30942-9
  - Die Nieren von Mick Jagger. (Übersetzung von Ulrich Hartmann) Goldmann Verlag, München 2003. ISBN 978-3-442-54199-7

## Belege
1. ↑  Rückseiteninformation auf Die Nieren von Mick Jagger. Goldmann Verlag, München 2003.
2. ↑  Die Nieren von Mick Jagger. Goldmann Verlag, München 2003; S. 5–6.